# 劉悟
劉 悟（りゅう ご、782年 - 825年）は、唐代の軍人。本貫は懐州武陟県。

## 経歴
燕州司馬の劉逸海の子として生まれた。平盧節度使の劉正臣の孫にあたる。若くして勇気と力量があった。叔父の劉逸淮が宣武軍節度使となると、緡銭数百万を洛中に蓄積していた。劉悟は門前の箱を破って、これを全て盗んで使ってしまった。劉悟は恐れて、平盧節度使の李師古のもとに亡命した。のちに打毬の試合で李師古の馬僕と激しく衝突した。李師古は怒って、劉悟を斬ろうとした。劉悟は李師古に激しい言葉をぶつけ、李師古はこれを面白く思って劉悟を許した。劉悟は壮士を管轄して、後軍を率い、牙門の右職を代行し、淄青節度都知兵馬使に任じられ、監察御史を兼ねた。
元和13年（818年）、憲宗が平盧節度使の李師道を誅殺するべく勅命を下した。劉悟は兵を率いて魏博軍を阻むよう李師道に命じられ、戦闘を促された。劉悟が進軍しないうちに、李師道は使者を発して、劉悟を召還しようとした。劉悟は使者がやってくると、病を偽って出ず、都虞候に命じて使者を迎えさせた。使者は「劉悟を殺して劉悟に代わるよう命じられた」と都虞候に告げた。都虞候が帰ってきて、劉悟がその事実を聞き出すと、李師道から離反することを決心した。劉悟はその使者を斬り、兵を率いて鄆州を奪取すべく、その内城を包囲し、その城門を火攻した。数刻経たずして、李師道の男子ふたりを捕らえ、いずれも斬首して献上した。劉悟は検校工部尚書に抜擢され、御史大夫を兼ね、義成軍節度使をつとめ、彭城郡王に封じられた。元和15年（820年）1月、入朝し、余官はもとのまま検校兵部尚書を加えられた。
穆宗が即位すると、劉悟は恩例により検校尚書右僕射に転じた。この年の10月、潞州に移駐した。まもなく本官のまま同中書門下平章事を兼ねた。
長慶元年（821年）、幽州の大将の朱克融が反乱を起こし、盧龍軍節度使の張弘靖を捕らえると、朝廷は薊州に駐屯する名将を求めた。劉悟は検校司空・平章事を加えられ、盧龍軍節度使に起用された。劉悟は幽州が乱れていることから、すぐに征討して勝利することはできないとして、時間をかけて処理したいと請願した。そこで劉悟は平章事のまま、再び沢潞節度使となり、検校司徒に任じられ、太子太傅を兼ねた。ときに監軍の劉承偕は恩寵と権力をたのんで、いつも劉悟を辱めていた。ある日、長安から宦官の使者がやってくると、劉承偕が宴席を設けて、劉悟を招いた。劉悟は行こうとしたが、側近たちは「行けば必ず辱められるだろう」といい、軍衆が乱を起こしたが、劉悟は止めなかった。軍衆は劉承偕を牙門で捕らえ、そのふたりの下僕を殺害した。さらに劉承偕を殺そうとしたので、劉悟は劉承偕を救って放免した。朝廷はやむをえず、劉承偕を左遷した。これ以後、劉悟はすこぶる放縦になり、河朔三鎮にならって自立の姿勢をみせた。朝廷に不満を持つ人々を集め、上奏の文辞は不遜になった。
宝暦元年（825年）9月、劉悟は病没した。太尉の位を追贈された。
子の劉従諫が後を嗣いだ。

## 伝記資料
- 『旧唐書』巻161 列伝第111
- 『新唐書』巻214 列伝第139